# مشكنوت شعاننيم
حي مشكنوت (משכנות שאננים) أحد أوائل مشاريع التطوير في مدينة القدس الجديدة خلال الفترة العثمانية، وكان أول حي يهودي يتم إنشاؤه في القدس خارج أسوار المدينة القديمة. تم إنشاء الحي في عام 1860 بمبادرة ودعم السير اليهودي الإنجليزي موسى مونتيفيوري من إنجلترا، وبأموال يهودا تورا من نيو أورليانز، ويرمز إلى بداية فترة الخروج من الأسوار في القدس. اليوم، بعد التجديد والحفظ، تعمل منازل حي مشكنوت شعاننيم كمراكز مؤتمرات ومراكز موسيقى وبيوت ضيافة.

## الخلفية
حتى منتصف القرن التاسع عشر، كانت القدس محصورة داخل أسوار البلدة القديمة. كان البقاء خارج الأسوار، يعتبر خطيرًا للغاية خاصة في الليل بسبب عصابات اللصوص التي اجتاحت المنطقة. داخل أسوار القدس العثمانية، تزاحم المسلمون واليهود والمسيحيون والأرمن بأعداد متزايدة، إلى جانب مسؤولي الحكومة العثمانية، ومجموعات من رجال الدين والمحسنين من مختلف البلدان، والممثلين الدبلوماسيين لمختلف القوى الذين أبدوا اهتمامًا متزايدًا بالقدس. ومع نهاية العهد العثماني، وصل الاكتظاظ الذي شهدته المدينة بين الأسوار على نحو لا يطاق، مما أثر على الظروف المعيشية والصرف الصحي واقتصاد المدينة.
بدأت أطراف مختلفة بما فيها القوى الأجنبية والكنائس في إبداء الاهتمام بشراء الأراضي في المناطق المحيطة بالمدينة والتي تحتاجها لمشاريعها المخطط لها في القدس وخاصة في الغرب والشمال. كان من بينهم اليهودي موسى مونتيفيوري، الذي انزعج خلال زياراته للمدينة من نقص المساكن التي يعاني منها يهود القدس داخل أسوار البلدة القديمة، ونقص الخدمات الاجتماعية والصحية الكافية، ونقص الوسائل الاقتصادية التي من شأنها تمكينهم. - تحرير اليهود من الاعتماد على الصدقات في معيشتهم. تم إنشاء عدد المباني الخاصة خارج الأسوار في خمسينيات القرن التاسع عشر قبل مشكنوت شعاننيم منها المنزل الصيفي للقنصل جيمس فن في حي الطالبية ومصنعه في حي كيرم أفرهام، والمؤسسة التعليمية البروتستانتية لمدرسة غوبات التي أسسها الأسقف صموئيل غوبات على جبل صهيون إلا أنها لم تكن تعتبر أحياء. في عام 1860، وبالتزامن تقريبًا مع مشكينوت شانانيم، بدأ بناء المجمع الروسي ودار شنلر للأيتام، بعد تغيير قانون الأراضي العثماني في عام 1857، والذي سمح بشراء الأراضي في جميع أنحاء الإمبراطورية من قبل العثمانيين غير المسلمين.
كان لدى مونتيفيوري تحت تصرفه صندوق من تركة فاعل الخير اليهودي الأمريكي يهودا تورا، الذي ترك لمونتيفيوري عند وفاته 50 ألف دولار لصالح يهود القدس.

## التأسيس
تم شراء أرض مشكانيم شنانيم في صيف عام 1856 بعد زيارة مونتيفيوري الرابعة لفلسطين. كانت المساحة المشتراة عبارة عن قطعة أرض تبلغ مساحتها 18 ألف متر مربع فوق بركة السلطان أمام جبل صهيون، وبما أن شراء الأرض في تلك الأيام من قبل أجنبي كان ممنوعاً، صدر أمر خاص لهذا الغرض من قبل من حاكم القدس أحمد أغا العسلي سمح بموجبه لمونتيفيوري بشراء أرض من أملاك القدس مقابل 120 ألف جرش مصري مخصصة لغرض إقامة مستشفى ليهود المدينة.
وقام مونتيفيوري بدلاً من إنشاء المستشفى ببناء حي سكني جديد وواسع، بهدف إعطاء سكانه بديلاً للحياة المزدحمة والتبعية داخل الأسوار. والادعاء بأن صرف النظر عن خطة المستشفى كان بسبب أن عائلة روتشيلد سبقت مونتيفيوري ببناء مستشفى روتشيلد في المدينة القديمة، تدحضه حقيقة أن هذا المستشفى كان قائمًا بالفعل منذ عام 1854 قبل أن يشتري مونتيفيوري الأرض خارج الأسوار.

## الطاحونة
قبل حتى بناء منازل الحي بنى مونتيفيوري مطحنة دقيق أعلى التل، كانت تهدف إلى توفير مكان للعمل والمعيشة للمستوطنين. وأعرب عن أمله في أن يقدم الطاحون خدماته بسعر أقل من المطاحن العربية وبالتالي يستفيد يهود القدس. أرسل مونتيفيوري معدات كاملة من لندن وتم إنشاء المطحنة في الجزء الغربي من قطعة الأرض في عام 1858. في البداية، وظفت طحاناً من إنجلترا، وبعد ذلك تم تسليم الوظيفة إلى يهودي يدعى يوسف روزنتال، وكان يتقاضى أجرها في إنجلترا. بمرور الوقت، تتعطل أجزاء نظام المطحنة من وقت لآخر ويستغرق إصلاحها وقتًا طويلاً. ومع بناء مطاحن البخار في المدينة، تم التخلي عن الطاحونة وتوقفت عن العمل في عام 1876 بعد ما يقرب من عقدين من العمل.
في حرب 48، استخدم المقاتلون اليهود الطاحونة كمكان استراتيجي بشكل خاص. نظراً لارتفاعها فقد كانت نقطة مراقبة ممتازة لتقدم القتال.

## تأسيس الحي
تأسس الحي نفسه سنة 1860 على ثلث الأرض التي اشتراها مونتيفيوري كهيكل واحد طويل من المنازل المتتالية، استغرق بناؤه نحو سنة. وكان المبنى يتألف من 16 شقة واسعة نسبياً وفقاً لشروط تلك الأيام، ولكل منها قطعة أرض صغيرة. واستُخدمت شقتان أخريان في الطور كمعابد يهودية ــ واحدة للأشكناز وأخرى للسفارديم ــ وشقتان أخريان كمدرسة وصيدلية. وتم بناء صهريج بمضخة على طول صف المنازل، وهو ما كان ابتكاراً حقيقياً في مفاهيم الصرف الصحي في القدس في ذلك الوقت. وفي سنة 1865، بنى مونتيفيوري مبنى آخر أقصر خلف المبنى الشاهق بأربع شقق أخرى.
خصص مونتيفيوري الشقق لسكان البلدة القديمة المحتاجين. وكان هناك أيضاً نية أن يكون نصف الشقق مخصصاً للأشكناز والنصف الآخر للسفارديم. وبحسب الخطة الأولى، كان من المقرر أن يتغير المستأجرون كل ثلاث سنوات ولا يطالبون بتمليك الشقق (المادة 13 من كتاب أنظمة الأحياء)، حتى يتمتع جميع الفقراء في القدس بالمنازل. وفي الممارسة العملية، بعد اكتمال البناء، لم تكن هناك أي عائلة تقريبًا وافقت على الاستقرار هناك بسبب الخوف من اللصوص في الليل والبعد عن مركز المستوطنة اليهودية. لذلك، قرر مونتيفيوري إغراء فقراء القدس بالخروج من الأسوار من خلال الوعد بمنحهم المنازل بشكل دائم وحتى دعمهم ماليًا كل عام.
تم بناؤه كملجأ للإيواء، بتمويل من تركة رجل أعمال يهودي أمريكي من نيو أورليانز، يهودا تورو. نظرًا لأنه كان خارج الأسوار ومفتوحًا لغارات البدو والنهب واللصوصية العامة المتفشية في المنطقة في ذلك الوقت، كان اليهود مترددين في الانتقال إليه، على الرغم من أن المساكن كانت فاخرة مقارنة بالمنازل المهجورة والمزدحمة في المدينة القديمة. كحافز، تم دفع أموال للناس للعيش هناك، وتم بناء سور حجري حول المجمع بباب ثقيل كان يُغلق ليلاً للدفاع. أصبح فيما بعد جزءًا من حي يمين موشيه الذي تأسس في 1892-1894.